# Duda Nagle
Eduardo "Duda" Nagle Marques (Rio de Janeiro, 17 de maio de 1983) é um ator brasileiro mais conhecido por interpretar Otávio em Cúmplices de um Resgate.

## Carreira
Duda estreou em novelas com participações em Agora É que São Elas e Malhação, em 2003, na TV Globo. Em seguida atuou em América, Páginas da Vida, Sete Pecados, Caminho das Índias e Salve Jorge, entre outras produções.
Em 2014 Duda, foi para a Record , onde participou da minissérie Milagres de Jesus. No ano seguinte, assinou com o SBT para ser um dos protagonistas adultos da novela infantojuvenil Cúmplices de um Resgate. Em 2016 Duda, retornou à Globo para atuar em Malhação: Pro Dia Nascer Feliz, seguindo com A Dona do Pedaço em 2019. Retornou para a Record na produção bíblica Reis.

## Vida pessoal
Descendente materno de libaneses, Duda é filho da jornalista Leda Nagle. Em 2016, Duda começou a namorar a apresentadora Sabrina Sato, de quem ficou noivo em janeiro de 2018. Em abril do mesmo ano o casal revelou estar esperando uma filha, Zoe, nascida em novembro. O casal se separou em 2023.

## Filmografia

### Televisão
| Ano            | Título                         | Personagem                            | Notas                                               |
| -------------- | ------------------------------ | ------------------------------------- | --------------------------------------------------- |
| 2003           | Agora É que São Elas           | Dario Matos (Peteca)                  |                                                     |
| 2003           | Malhação                       | Gabriel                               | Episódio: "22 de dezembro"                          |
| 2005           | América                        | Rafael do Nascimento (Radar)          |                                                     |
| 2005–07        | Os Amadores                    | Antônio Tigrão                        | Especiais de fim de ano                             |
| 2006           | Páginas da Vida                | Frederico Ribeiro (Fred)              |                                                     |
| 2007           | Sete Pecados                   | Ariel Silvino                         |                                                     |
| 2009           | Caminho das Índias             | José Carlos Gallo Goulart (Zeca)      |                                                     |
| 2011           | Divã                           | Bruno Cunha                           |                                                     |
| 2012           | Salve Jorge                    | Caíque Flores Galvão                  |                                                     |
| 2013           | Malhação Casa Cheia            | Edgard (Edgato)                       |                                                     |
| 2014           | Saltibum                       | Participante                          | Temporada 1                                         |
| 2014           | Milagres de Jesus              | Daniel                                | Episódio: "A Pecadora que Ungiu"                    |
| 2015           | Cúmplices de um Resgate        | Otávio Neto                           |                                                     |
| 2016–17        | Malhação: Pro Dia Nascer Feliz | Vanderson da Silva (Vanderson Espada) | Temporada 24                                        |
| 2018           | Os Suburbanos                  | Apolo                                 | Episódio: "Uma Babá Quase Perfeita"                 |
| 2018           | (Des)encontros                 | Gus                                   | Episódio: "Tom e Elisa" Episódio: "Rafael e Felipe" |
| 2018– presente | Rio Heroes                     | Rogerinho                             |                                                     |
| 2019           | A Dona do Pedaço               | Paulo Roberto Vidigal (Paixão)        |                                                     |
| 2020-presente  | Fancy Nancy Clancy             | Doug Clancy                           | Voz brasileira                                      |
| 2022           | Reis                           | Jotã                                  | Fase: A Decepção                                    |

### Teatro
| Ano  | Título                         | Papel |
| ---- | ------------------------------ | ----- |
| 2025 | Paixão de Cristo - Floriano-PI | Jesus |

### Internet
| Ano           | Título           | Cargo        |
| ------------- | ---------------- | ------------ |
| 2019          | O Cara do Jaguar | Lucas        |
| 2019–presente | Duda             | Apresentador |